# Королівські повітряні сили Норвегії
Королівські повітряні сили Норвегії (бук. Kongelige Norske Luftforsvaret) — один з видів збройних сил Королівства Норвегія.
Норвегія має невеликі, сучасні повітряні сили, які займаються повітряною обороною Королівства Норвегія, в їх складі близько 1430 осіб постійного персоналу (військовослужбовців, офіцерів, сержантів, а також службовців — цивільних осіб), а під час загальної мобілізації штат ВПС складатиметься з 5500 осіб. Крім того, 100 аспірантів і близько 600 солдатів.
З 1994 року норвезькі ВПС були залучені в міжнародних операціях у таких країнах, як Боснія (під час так званої Боснійської війни), Косово й Афганістан.

## Історія
Військова авіація з'явилася в складі норвезької армії в 1912 році. Назва підрозділу змінювалася кілька разів після її створення, оскільки війська протиповітряної оборони (ППО) були декілька разів добавлені та вилучені з ВПС. У 1946 році ППО була вилучена з армії й добавлена до ВПС. А в 1953 р. ППО була повернута в армію, а ВПС стали Королівськими повітряними силами Норвегії. Парламент (1957 року) прийняв законопроєкт у 1959 році, що ППО знову вступила в оборонну гілку ВПС Норвегії. ВПС Норвегії брали участь в Другій Світовій Війні й в 1944 році виділені в самостійний вид збройних сил Королівства Норвегія. Сучасну назву ВПС Норвегії носять з 1959 року.

### Концепція
Військові польоти розпочалися з 1 червня 1912 року. Перший літак HNoMS Start купили за гроші, що пожертвувала громадськість, його пілотувавн Ганс Донс. До 1940 року більшість повітряних суден, що належали військово-морським і армійським військам, були вітчизняними конструкціями або побудовані за ліцензійними угодами. Головним бомбардувальним та розвідувальним літаком ВПС армії був голландський Фоккер-CV.

### Друга світова війна

#### Підготовка

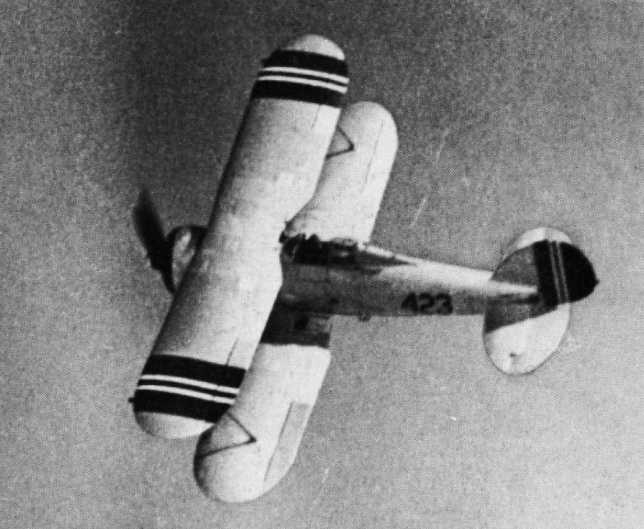
Gloster Gladiator 423 в 1938—1940

До 1944 року військово-повітряні сили ділилися на Повітряні Сили армії Норвегії (Hærens Flyvevaaben) та Королівські Морські Сили Норвегії (Marinens Flyvevaaben).
Наприкінці 1930-х років, коли війна здавалася неминучою, за кордоном було придбано більш сучасні літаки: дванадцять Gloster Gladiator з Великої Британії та шість Heinkel He 115 з Німеччини.
Остання партія літаків, куплених в США (75A-6s), надійшла до Сполученого Королівства і британських ВПС. Всі 19 норвезьких Curtiss P-36 Hawk, які були захоплені німецькими загарбниками, пізніше були продані німецькою владою до Повітряних сил Фінляндії, щоб використовуватися для радянсько-фінської війни.
Інше замовлення літаків Curtiss P-36 Hawk для заміни моделі 36 Hawk 75A-8 (з двигуном 1200 к.с. Wright R-1820 -95 Cyclone 9) не було поставлено вчасно (до вторгнення), але надійшло в «Маленьку Норвегію» поблизу Торонто, Канада. Там вони використовувались для навчання норвезьких льотчиків, поки Повітряні сили армії США не взяли та почали використовувати їх під позначенням P36G.
Також були замовлені до вторгнення гідролітаки типу 24 Northrop N-3PB, побудовані за норвезькими специфікаціями для патрульного бомбардування. Замовлення було зроблено 12 березня 1940 року для заміни застарілих біпланів типу Farman MF.11. Жодний літак цього типу не був доставлений у березні, але 9 квітня вони все ж таки були доставлені й почали працювати з 330 (норвезькою) ескадрою в Рейк'явіку (в травні 1941 р.), виконуючи такі обов'язки як бомбардування підводних човнів та конвой суден.

#### Втеча
Нестабільна ситуація призвела до швидкої поразки норвезьких повітряних сил, хоча сім гладіаторів, які захищали аеропорт Форнебу від німецьких військ, збиkи два важких бомбардувальники Messerschmitt Bf 110, два Heinkel He 111 і один Юнкерс Ю-52[відсутнє в джерелі], втративши два Гладіатори на землі, поки вони переозброювалися в Форнебу й один в повітрі, який був збитий Гельмутом Лентом. Після виведення союзних сил уряд Норвегії припинив бойові дії на території Норвегії та евакуювався до Сполученого Королівства в червні 1940 р.
Серед норвезьких літаків, які дісталися Британських островів, були чотири гідролітаки Heinkel He 115 німецького виробництва (всього було шість штук і всі придбані до війни, ще два були захоплені німцями під час Норвезької кампанії). Один Heinkel He 115 і три M.F. 11 втекли в Фінляндію ще до окупації, де зробили посадку на озері Сальміярві в Печензькому районі.
Для літаків Норвезьких повітряних сил єдиним варіантом втечі була Фінляндія, де літаки будуть інтерновані та не будуть загарбані нацистами. Весь військово — морський флот та літаки, які втекли до Фінляндії перейшли в озброєння Повітряних сил Фінляндії, в той час як більша частина льотного екіпажу в кінцевому підсумку опинилась в «Крихітній Норвегії».
ВПС і ВМС Норвегії які опинилися в Британії стали виконувати накази об'єднаних начальників штабів. Норвезькі екіпажі повітряних та наземних частин працювали як частина Королівських ВПС Британії, як у цілковито норвезьких ескадрильях, так і в інших ескадрильях та таких підрозділах, як командування RAF і Бомбардувальне командування Повітряних сил Великої Британії. Зокрема, норвезький персонал керував двома ескадрильями Supermarine Spitfire: 331-ю ескадрильї та 332-ю. Обидві ескадрильї були профінансовані норвезьким урядом у вигнанні.
Восени 1940 року поруч з аеропортом Торонто, Канада, було створено норвезький навчальний центр «Крихітна Норвегія».
Королівські Норвезькі ВПС (Luftforsvaret) були засновані королівським указом 10 листопада 1944 року, таким чином об'єднавши військово-повітряні сили армії та флоту. 331 норвезька повітряна ескадрилья захищала Лондон з 1941 року і була найуспішнішою ескадрильєю у Південній Англії під час війни.
До закінчення війни (8 травня 1945 року) було втрачено 335 осіб які брали участь в бойових операціях ВПС Норвегії.

### Розвиток авіації в післявоєнний період

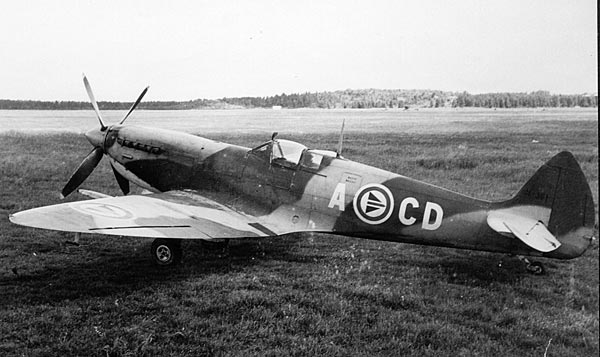
Spitfire в складі Королівських повітряних силах Норвегії

Після війни Spitfire залишився на службі в ВПС в п'ятдесяті роки минулого століття. У 1947 році відділ спостереження та контролю придбав свою першу систему радіолокаційного розпізнавання, і приблизно водночас час ВПС отримали свої перші реактивні винищувачі de Havilland Vampire.
У 1949 році Норвегія вступила в НАТО, і незабаром отримала американські літаки через Програму військової допомоги(MAP). Розширення ВПС відбулося дуже швидко, коли прогресувала « Холодна війна». Протягом «Холодної війни» норвезькі ВПС були лише однією з двох повітряних сил НАТО які мали сухопутний кордон з Радянським Союзом. У 1959 році була інтегрована Протиповітряна оборонав Королівську авіацію Норвегії.

## Головні завдання ВПС Норвегії
- Моніторинг, контроль і оповіщення про повітряну загрозу над норвезькими територіями
- Втручання поліції та контроль невідомих літальних апаратів
- Війська протиповітряної оборони на територію Норвегії
- Участь ВПС Норвегії в ООН
- Пошукові та рятувальні операції з використанням повітряного транспорту для потреб громадян Норвегії та в рамках міжнародної допомоги.

## Воєнні дії ВПС у 21-ому столітті
У жовтні 2002 року група з 18 норвезьких, данських і голландських F-16 винищувачів-бомбардувальників та одного голландського танкера McDonnell Douglas KC-10 Extender, вилетіли до авіабази Манас в Киргизстані, для підтримки сухопутних сил НАТО в Афганістані в рамках Операція «Нескорена свобода». Однією з місій була операція «Пустеля-лев».
У 2004 році чотири F-16 взяли участь в операції НАТО «Балтійська Повітряна Поліція».
З лютого 2006 року вісім F-16 ВПС Нідерландів, до яких приєдналися ще чотири F-16 ВПС Норвегії (повітряний загін відомий як перше експедиційно-авіаційне крило (1 NLD / NOR EEAW), яке входить до складу Нідерландів та Норвегії)
які повинні були підтримувати сухопутні війська Міжнародних сил сприяння безпеці в південних провінціях Афганістану.
Міжнародна військова операція в Лівії
У своїй заяві міністр закордонних справ Йонас Гар Стере засудив насильство проти «мирних демонстрантів у Лівії, Бахрейні та Ємені», заявивши, що протести "є вираженням бажання народу більш демократичної участі громадян. Треба поважати основні права людини, такі як політичні, економічні та соціальні права. Наразі важливо, щоб усі сторони зробили все можливе для сприяння мирного діалогу щодо реформ ".
19 березня 2011 року уряд Норвегії дав наказ Королівським Повітряним Силам Норвегії готуватися до місії в Лівії. Норвегія виділила шість F-16 та необхідний персонал для даної місії. 21 березня вони відправилися до авіаційної бази Суда на острові Крит. 24 березня 2011 року ряд норвезьких літаків F-16 вилетіли з бази в Греції на першу місію над Лівією. 25 березня 2011 року було випущено 3 лазерні бомби з двох літаків F-16 ВПС Норвегії на лівійські танки, а вночі на 26 березня аеродром був підірваний. Норвезький F-16 вночі на 26 квітня бомбив штаб Каддафі у Триполі.
З вересня по грудень 2011 року Військово-повітряні сили відправили один P-3 Оріон для Операції «Океанський щит». Працюючи над Сейшельськими островами, літак шукав піратів у басейні Сомалі.
13 квітня один з двох F-16, що брав участь у навчальній місії «повітря-земля», помилково напав на одну з контрольних веж у діапазоні. Три офіцери, які були в той час у башті, сказали, що не встигли відреагувати. Було розпочато розслід(для з'ясування причин цього інциденту).

## Плани
Королівські Повітряні Сили Норвегії провели кілька іновацій. Спочатку європейський гелікоптер був замінений гелікоптером Westland Lynx, згодом також придбали додаткові 16 пошуково-рятувальних вертольотів Augusta-Westland AW101. 20 листопада 2008 року прем'єр-міністр Норвегії Єнс Столтенберг заявив, що F-35 Lightning II є єдиним винищувачем, що відповідає всім норвезьким вимогам, отже, є кращим вибором. Столтенберг заявив, що співпраця з північними країнами щодо оборони та безпеки продовжуватиметься незалежно від придбання F-35 Lightning II.
7 червня 2012 року Агентство з питань оборонної безпеки Сполучених Штатів повідомило конгресу про можливу зовнішню військову торгівлю з урядом Норвегії щодо покупки двох базових літаків Lockheed C-130 Hercules у ВПС США (USAF) та відповідних частин, обладнання та матеріально-технічного забезпечення на приблизну вартість 300 мільйонів доларів США.
У 2016 році було розпочато замовлення боїнгів P-8A Poseidon MMA для заміни старих літаків P-3C Orion до 2025 року. У листопаді 2016 року було підтверджено намір придбати партію з п'яти P-8A Poseidon MMA.
16 лютого 2018 року Королівська авіація Норвегії закінчила успішну перевірку системи тяги F-35 Lightning II на базі ВПС Ørland.
Система, розташована під невеликим головним обтікачем на верхньому задньому фюзеляжі між вертикальними хвостиками, може бути використана для швидкого уповільнення норвезьких F-35 Lightning II під час посадки на крижані злітні смуги країни в умовах вітряної погоди.
Хоча ця модифікація є унікальною для норвезьких літальних апаратів, інші країни які мають F-35 Lightning II, також можуть модифікувати його, якщо знадобиться.
А тим часом, Повітряні сили США завершують черговий раунд тестування в період холодної погоди F-35 Lightning II на базі ВПС Нельсона на Алясці.
"Отримання перших трьох літаків у листопаді 2017 року стало основним етапом для Норвегії. Програма забезпечує всі основні критерії: час, вартість та продуктивність. Ми провели перевірку систем озброєння моделі F-35 Lightning II, і як очікувалось, ця модель повністю відповідає арктичним умовам. ", — каже Мортен Клевер, директор програми F-35 Lightning II в міністерстві оборони Норвегії.
Перші три F-35 Lightning II прибули в Норвегії в листопаді 2017 року. За даними норвезького Міністерства оборони, з 2018 року Норвегія буде отримувати по шість літаків щорічно до 2024 року.

## Пункти базування
- Аннея (бук. Andøya flystasjon)
- Бардуфосс (бук. Bardufoss flystasjon)
- Буде (бук. Bodø hovedflystasjon)
- Гардермуен (бук. Gardermoen flystasjon)
- Рюгге (бук. Rygge flystasjon)
- Сула (бук. Sola flystasjon)
- Ерланн (бук. Ørland hovedflystasjon)

## Структура
Контрольно-звітний центр Mågerø
- 130-е авіакрило[18]
  - Радар в Gråkallen
  - Радар у Vågsøy
  - Радар в Skykula
  - Радар в Kongsvinger

Контрольно-звітний центр Sørreisa
- 131-ше авіакрило[19]
  - Радар у Vardø
  - Радар в Iskuras
  - Радар в Honningsvåg
  - Радар в Kautokeino (Phased out/replaced by RH Njunis)
  - Радар в Njunis
  - Радар в Senja
  - Радар в Vestvågøy

Авіабаза Буде
- 132-ге авіакрило
  - 331-ша ескадрилья (F-16A MLU)
  - 332-га ескадрилья (F-16A MLU)
  - GBAD Батальйон (NASAMS and NASAMS 2)
  - 330-та ескадрилья (окрема) Westland Sea King, рятувальна)

Авіабаза Ерланн
- 138-ме авіакрило

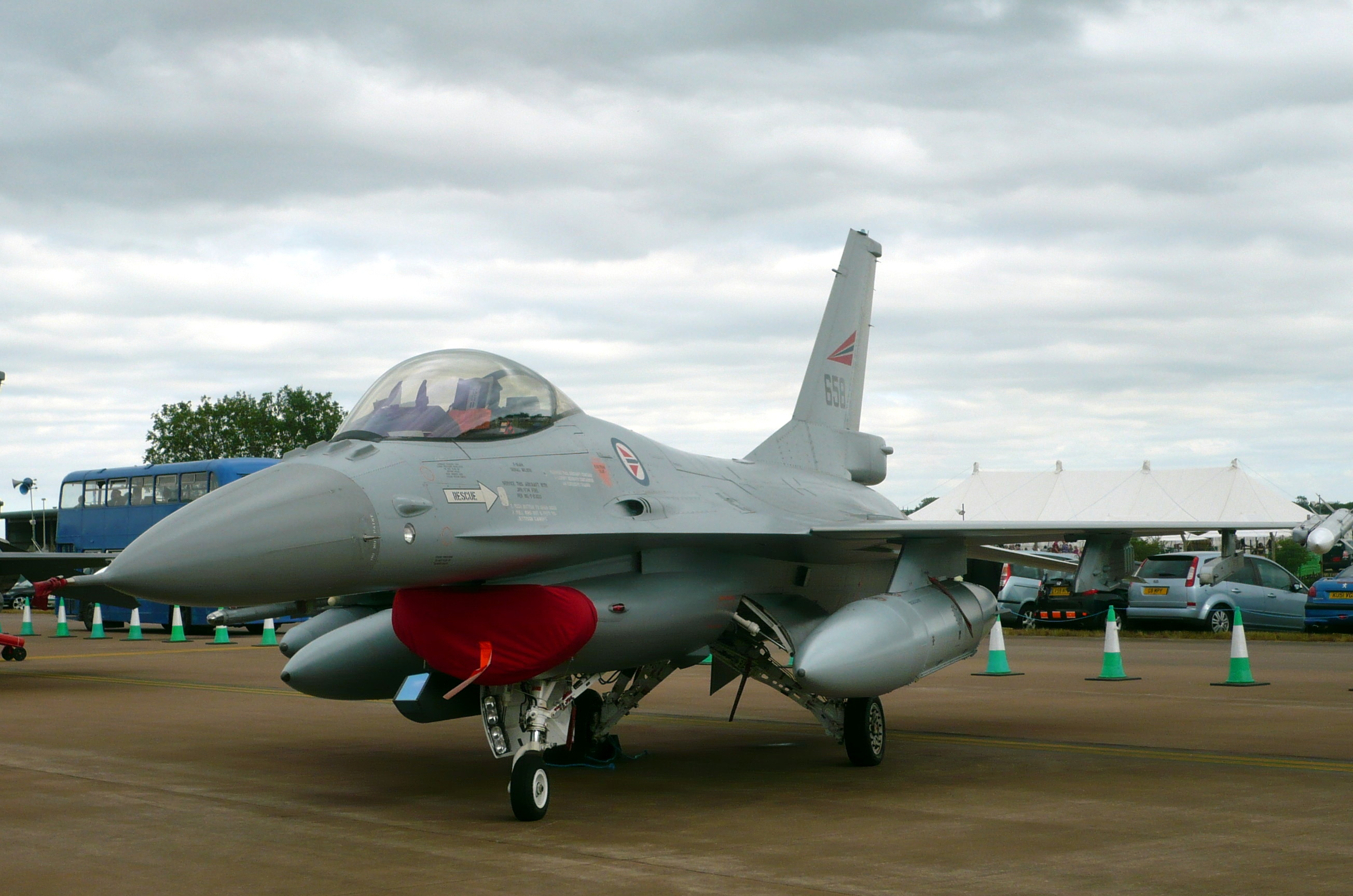
F-16 2010

  - 338-ма ескадрилья (F-16A MLU, NRF — NATO Reaction Force)
  - GBAD Батальйон (NASAMS 2)
- 330-та ескадрилья Sea King, рятувальна)
- NATO Система оповіщення E-3A Sentry)

Авіабаза Аннея
- 133-тє авіакрило
  - 333-тя ескадрилья (P-3 Orion, протичовнова оборона)

Авіабаза Бардуфосс
- 139-те авіакрило
  - 337-та ескадрилья (Lynx/NH-90, берегова охорона Норвегії)
  - 339-та ескадрилья (Bell 412, транспортна)
  - 718-ма ескадрилья (UAV/UACV)
  - Королівська Норвезька авіаційна школа польотів (Saab Safari)

Авіабаза Гардермуен
- 135-те авіакрило

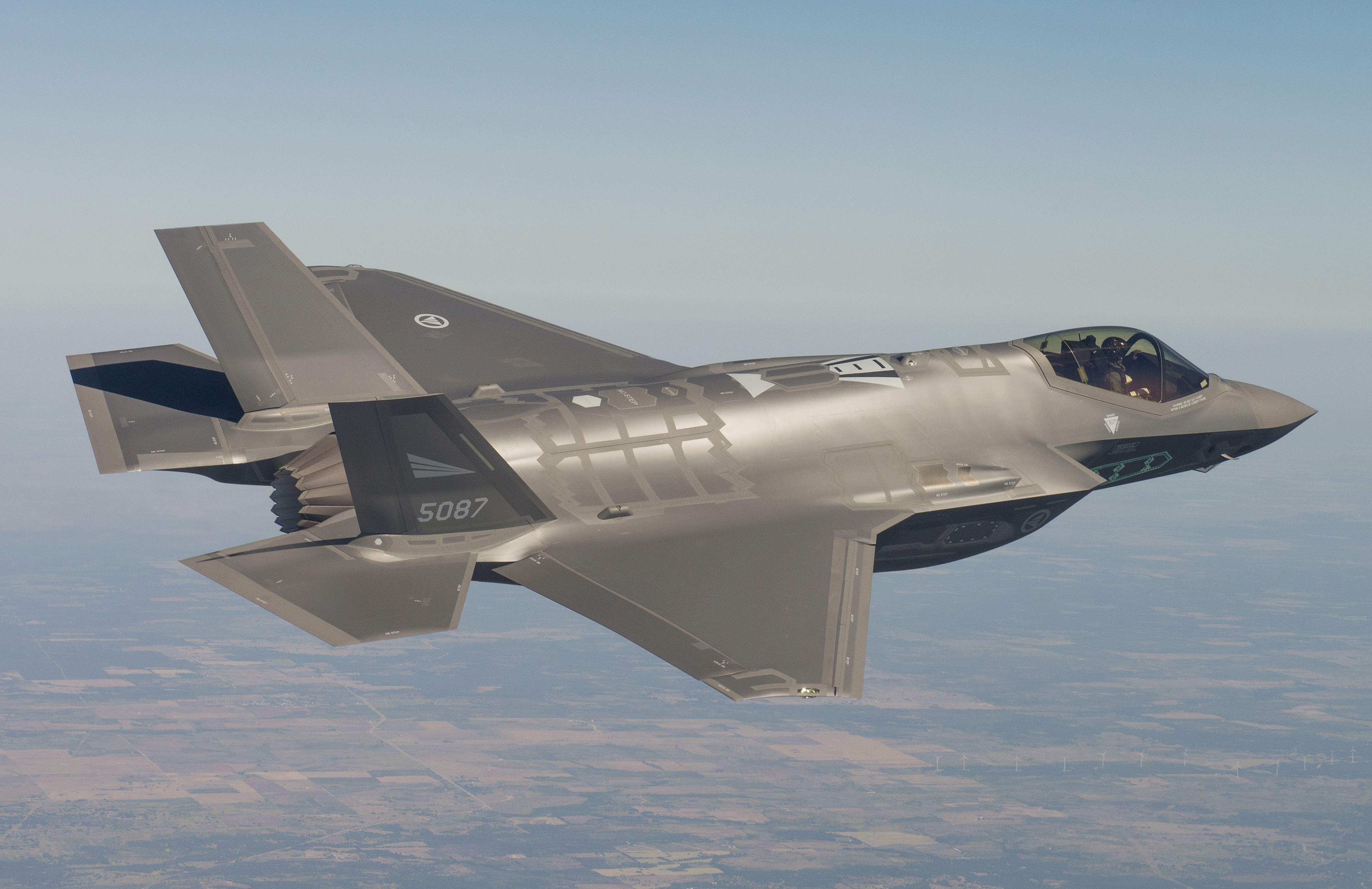
Норвезький F-35 Lightning II

  - 335-та ескадрилья (C-130J Super Hercules, транспортна)

Авіабаза Рюгге
- 137-ме авіакрило
  - 717-ма ескадрилья (Dassault Falcon 20, РЕБ)
  - 720-та ескадрилья (Bell 412, спеціальні транспортні війська)
  - 336-та ескадрилья (не є частиною оперативних сил, Northrop F-5 Freedom Fighter/Tiger II, випробування ракет)

Авіабаза Сула
- 134-те авіакрило
  - 334-та ескадрилья (NH-90)

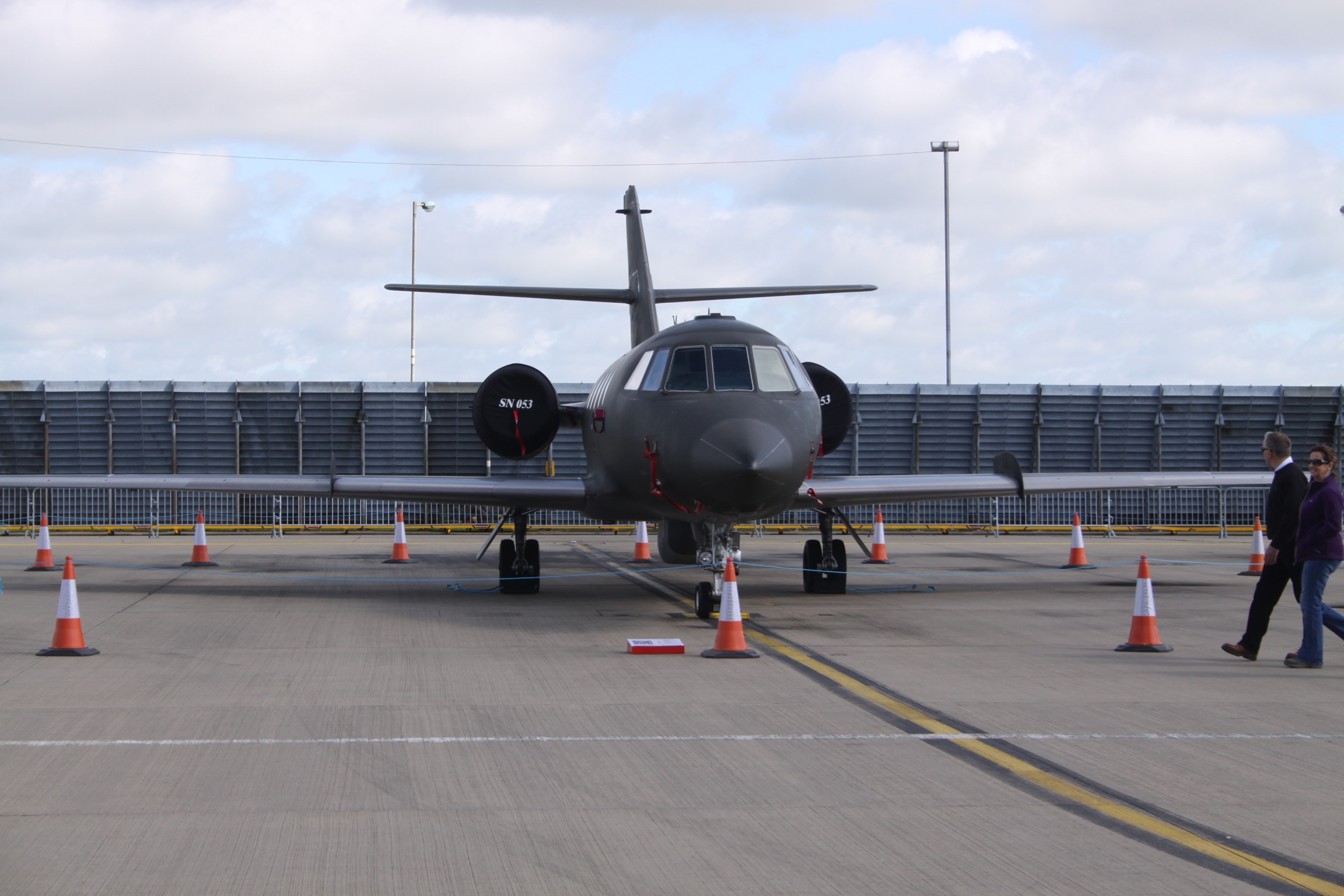
Норвезький Dassault Falcon 20

  - 330-та ескадрилья (Sea King, рятувальна)

Академія ВПС Норвегії (Тронгейм)

## Бойовий склад
| Позначення формування або частини | Озброєння та оснащення | Місце розташування |
| --------------------------------- | ---------------------- | ------------------ |
| 331-а ескадрилья                  | F-16                   |                    |
| 332-а ескадрилья                  | F-16                   |                    |
| 338-а ескадрилья                  | F-16                   |                    |
| 717-а ескадрилья                  | DA-20 Jet Falcon       |                    |
| 333-а ескадрилья                  | P-3C Orion             |                    |
| 339-а ескадрилья                  | Bell 412SP             |                    |
| 720-а ескадрилья                  | Bell 412 SP            |                    |

## Техніка та озброєння
| Тип                               | Виробництво/Країна | Фото          | Призначення                                   | Варіант       | Кількість     | Примітки |
| Бойові літаки                     | Бойові літаки      | Бойові літаки | Бойові літаки                                 | Бойові літаки | Бойові літаки | Бойові літаки |
| --------------------------------- | ------------------ | ------------- | --------------------------------------------- | ------------- | ------------- | --- |

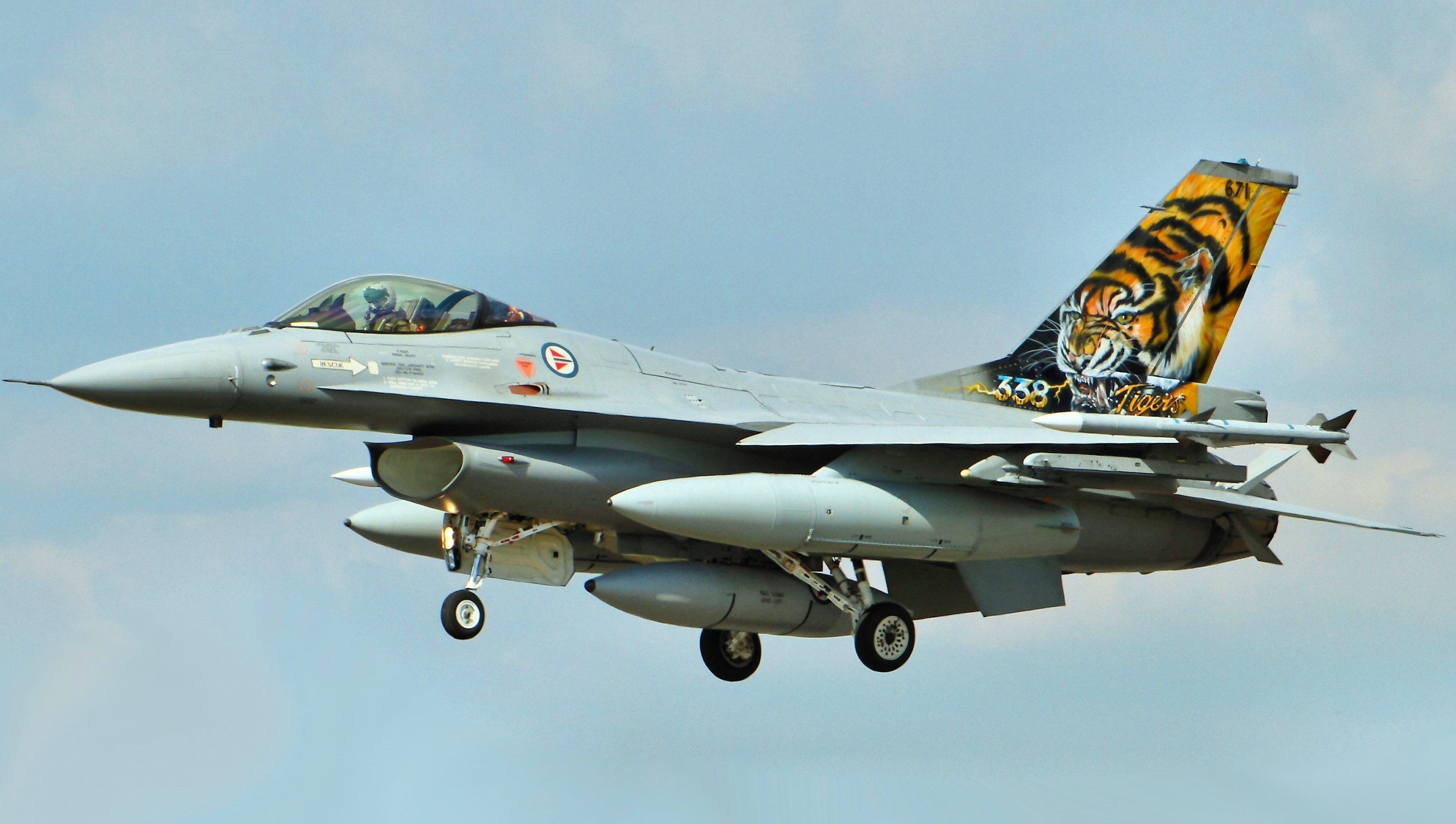
F-16AM в 2014

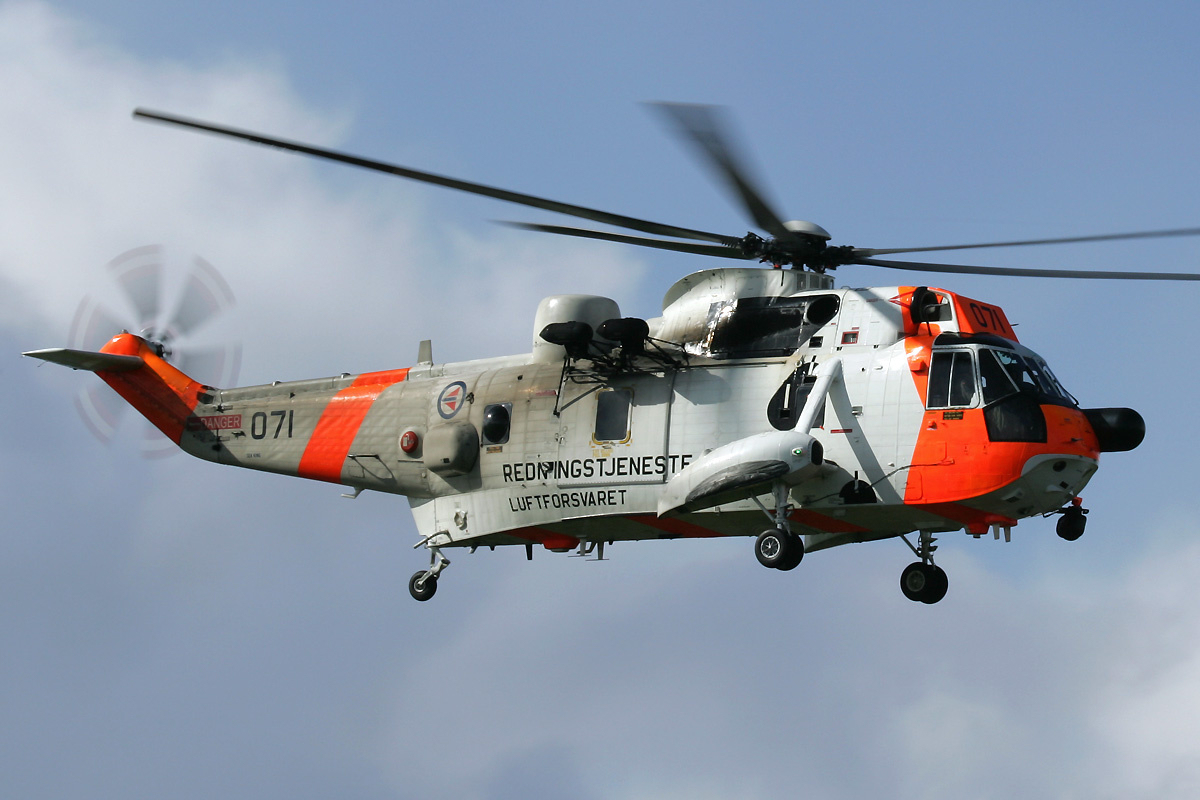
Westland Sea King

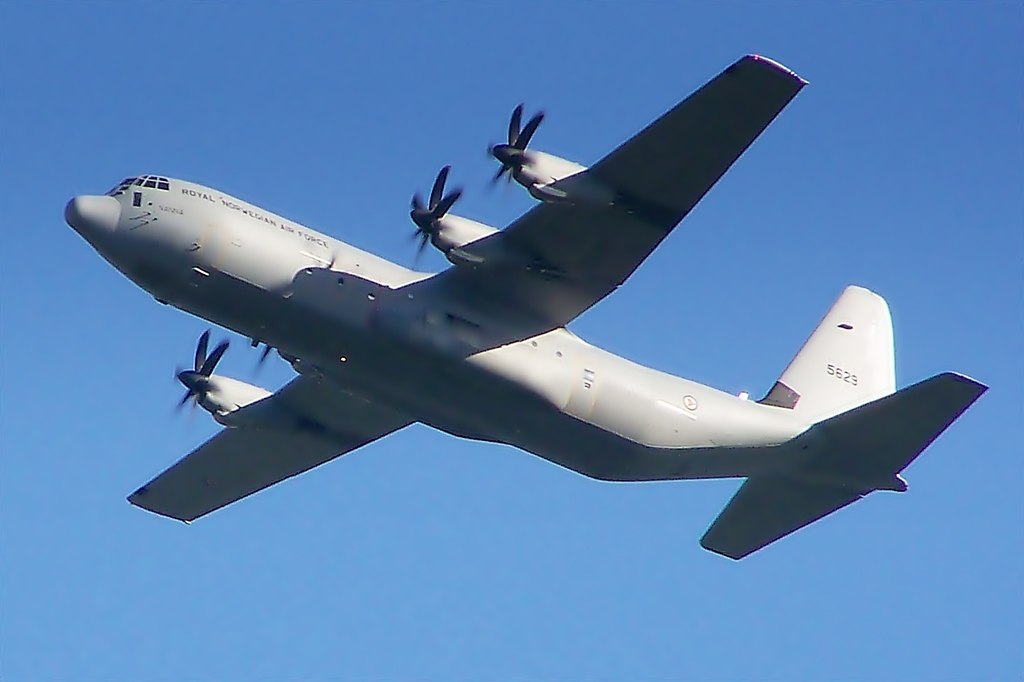
Норвезький C-130J

| Lockheed Martin F-35 Lightning II | США                |               | Винищувач-бомбардувальник                     | F-35A         | 49            | 52 літака замовлено на 2023 рік. Замінять всі літаки F-16 на нові F-35. Повне переозброєння від 2023 року. 3 березня 2025 року Королівські повітряні сили Норвегії отримали три винищувачі F-35A, довівши загальний авіапарк до 49 одиниць.                              |
| F-16 Fighting Falcon              | США Нідерланди     |               | Винищувач-бомбардувальник Навчально-бойовий   | F-16AM F-16BM | 47 10         | Поставлялися з 1980 по 1989. Проводять капітальний ремонт всіх F-16 з 2014 року, для продовження служби до 2023 року (43 роки служби) Передадуть Україні всі винищувачі F-16 як військова допомога в боротьбі з РФ. Повне припинення експлуатації Норвегією у 2023 році. |
| Навчальний літак                  |                    |               |                                               |               |               | |
| Saab Safari                       | Швеція             |               | Тренувальний                                  | MFI-15        | 15            | |
| транспортний літак                |                    |               |                                               |               |               | |
| C-130 Hercules                    | США                |               | Транспортний                                  | C-130J-30     | 4             | |
| Розвідувальний літак,Літак РЕБ    |                    |               |                                               |               |               | |
| Lockheed P-3 Orion                | США                |               | Протичовновий літак Морський патрульний літак | P-3C P-3N     | 4 2           | |
| Falcon 20                         | Франція            |               | Літак РЕБ VIP транспорт                       | 20ECM 20C-5   | 2 1           | |
| Гелікоптери                       |                    |               |                                               |               |               | |
| Bell 412                          | США                |               | Багатоцільовий                                | 412SP 412HP   | 12 6          | |
| Westland Lynx                     | Велика Британія    |               | Гелікоптер берегової охорони                  | Mk.86         | 5             | |
| NH90                              | Європейський Союз  |               | Транспортно-бойовий                           | NH90 NFH      | 3             | 14 замовлено |
| Westland Sea King                 | Велика Британія    |               | Рятувальний                                   | Mk.43B        | 12            | |

Примітка: три Boeing C-17 Globemaster III в складі  Heavy Airlift Wing в Угорщині.

## Розпізнавальні знаки

Розпізнавальний знак ВПС Норвегії

### Еволюція розпізнавальних знаків ВПС Норвегії
| Розпізнавальний знак | Знак на фюзеляж | Знак на кіль | Коли використовувався         | Порядок нанесення |
| -------------------- | --------------- | ------------ | ----------------------------- | ----------------- |
|                      | нема            |              | до 1940 року                  |                   |
|                      |                 |              | 1940 — 1945                   |                   |
|                      |                 | нема         | з 1945 року по теперішній час |                   |

## Військові звання норвезької авіації

### Генерали й офіцери
| Категорії                                 | Генерали          | Генерали          | Генерали      | Генерали | Старші офіцери | Старші офіцери | Старші офіцери | Молодші офіцери | Молодші офіцери | Молодші офіцери |
| ----------------------------------------- | ----------------- | ----------------- | ------------- | -------- | -------------- | -------------- | -------------- | --------------- | --------------- | --------------- |
|                                           |                   |                   |               |          |                |                |                |                 |                 |                 |
| Норвезьке звання                          | General           | Generalløytnant   | Generalmajor  | Brigader | Oberst         | Oberstløytnant | Major          | Kaptein         | Løytnant        | Fenrik          |
| Українська відповідність військових звань | Генерал-полковник | Генерал-лейтенант | Генерал-майор | Бригадир | Полковник      | Підполковник   | Майор          | Капітан         | Лейтенант       | Прапорщик       |

### Сержанти
| Категорії               | Сержанти      | Сержанти          | Сержанти        | Сержанти         | Сержанти     | Сержанти |
| ----------------------- | ------------- | ----------------- | --------------- | ---------------- | ------------ | -------- |
|                         |               |                   |                 |                  |              |          |
| Норвезьке звання        | Sersjantmajor | Kommandérsersjant | Stabssersjant   | Oversersjant     | Vingsersjant | Sersjant |
| Український відповідник | Старшина      | Нема              | Старший сержант | Молодший сержант | Нема         | Сержант  |

### Солдати
| Категорії               | Солдати          | Солдати            | Солдати    | Солдати        | Солдати           | Солдати   |
| ----------------------- | ---------------- | ------------------ | ---------- | -------------- | ----------------- | --------- |
|                         |                  |                    |            |                |                   |           |
| Норвезьке звання        | Seniorspesialist | Ledende spesialist | Spesialist | Visespesialist | Ledende flysoldat | Flysoldat |
| Український відповідник | Старший фахівець | Молодший фахівець  | Фахівець   | Єфрейтор       | Провідний рядовий | Рядовий   |

## Галерея

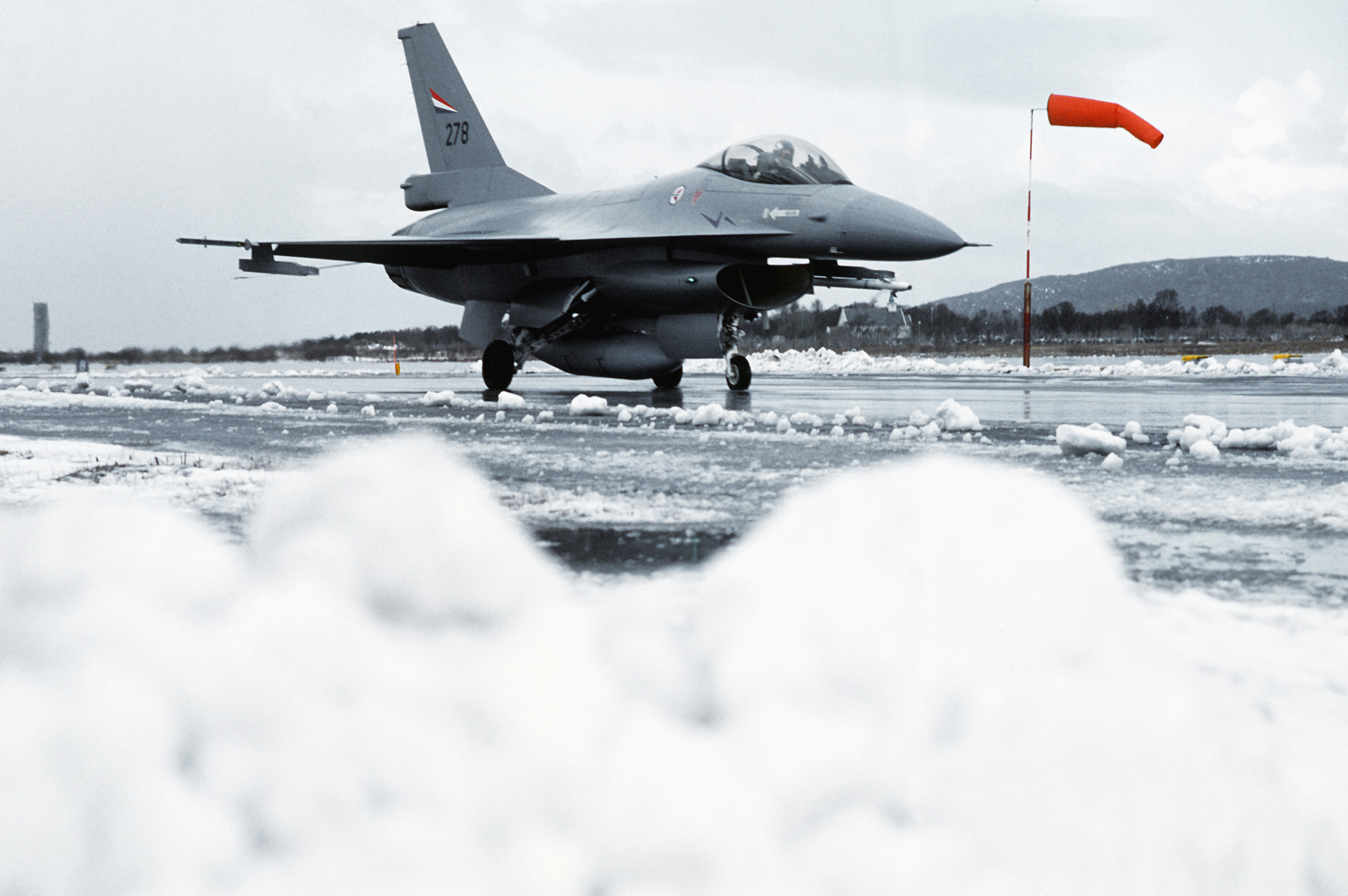
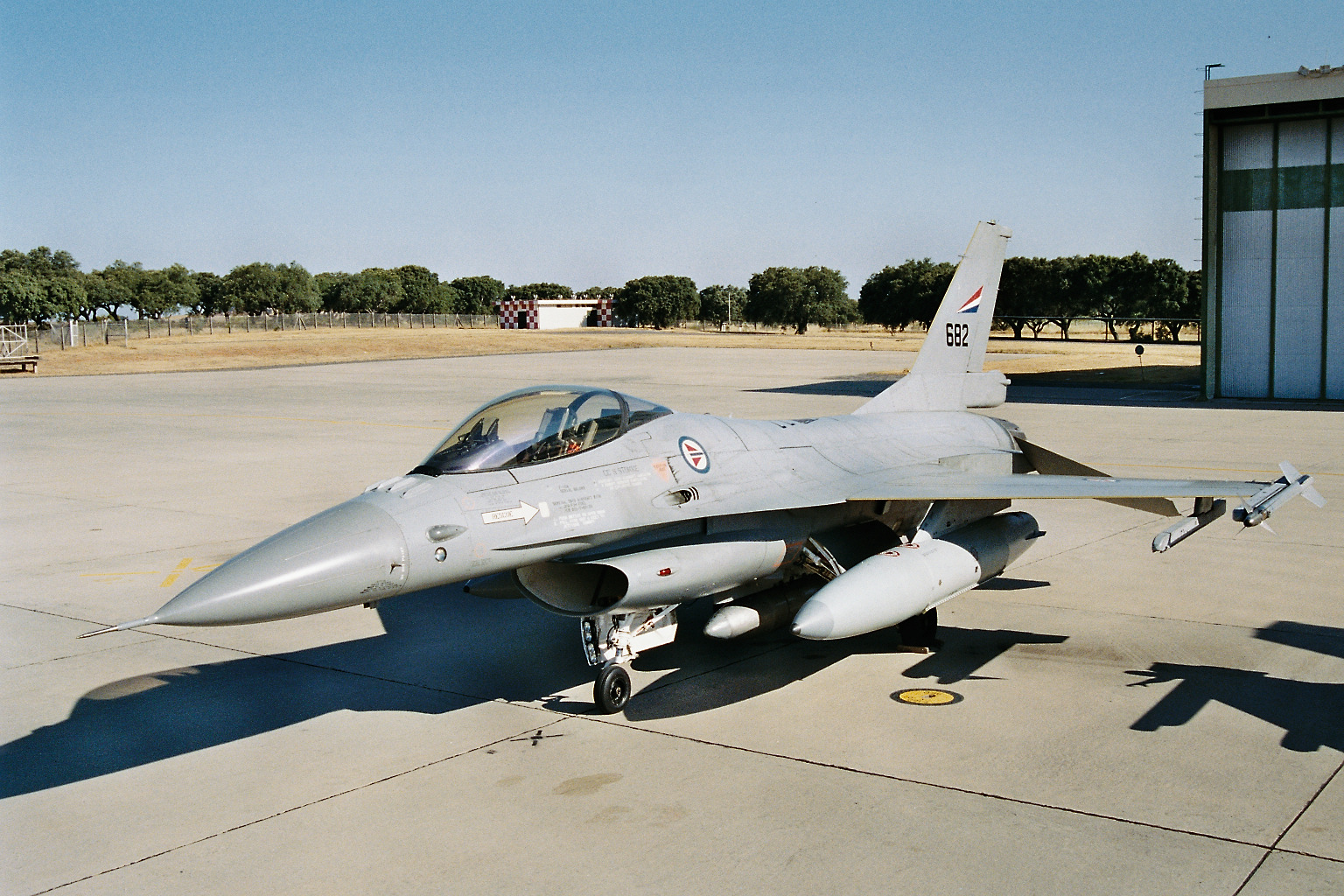
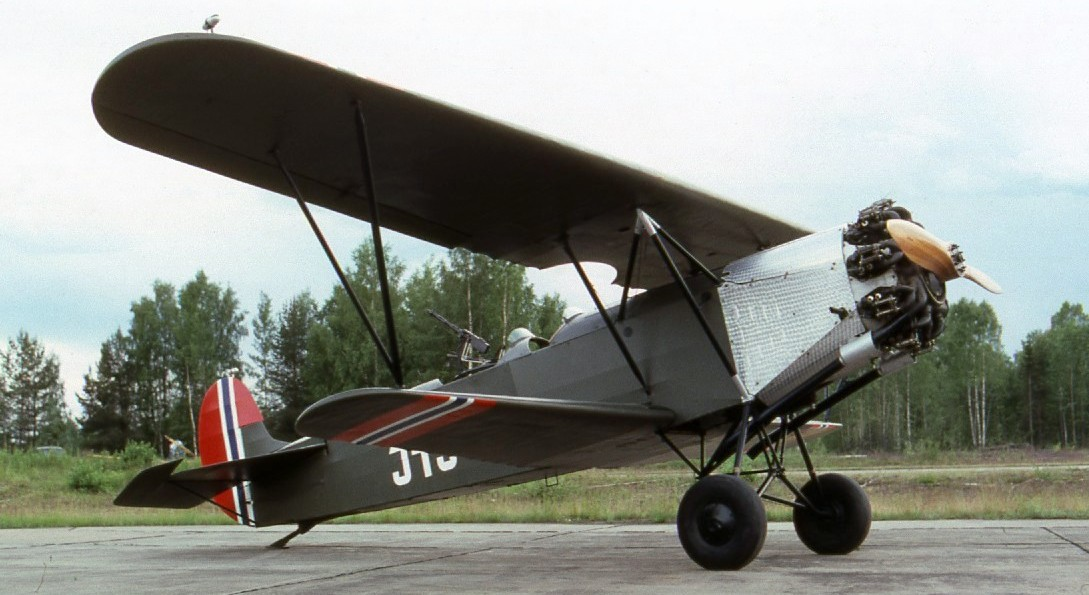
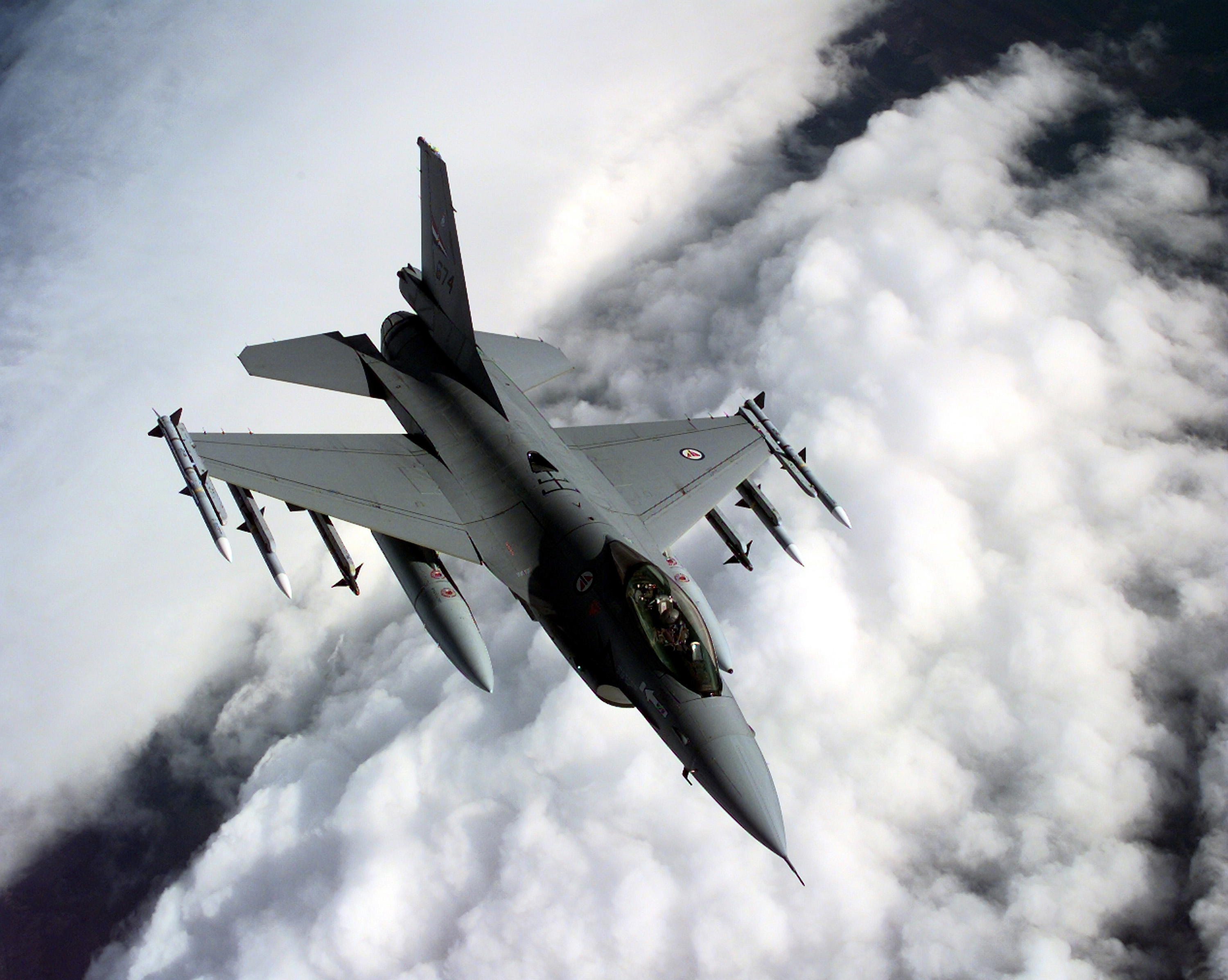
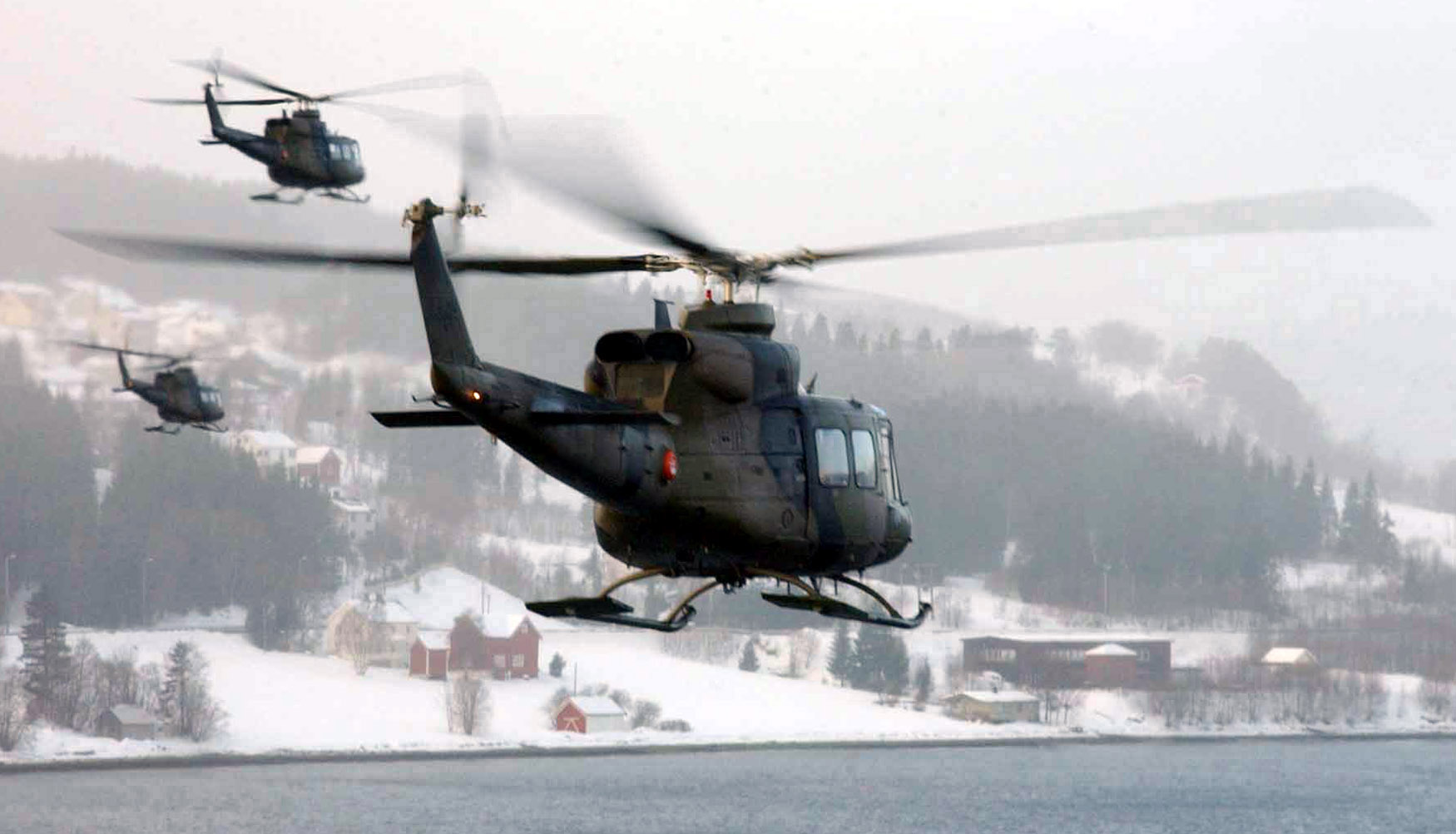
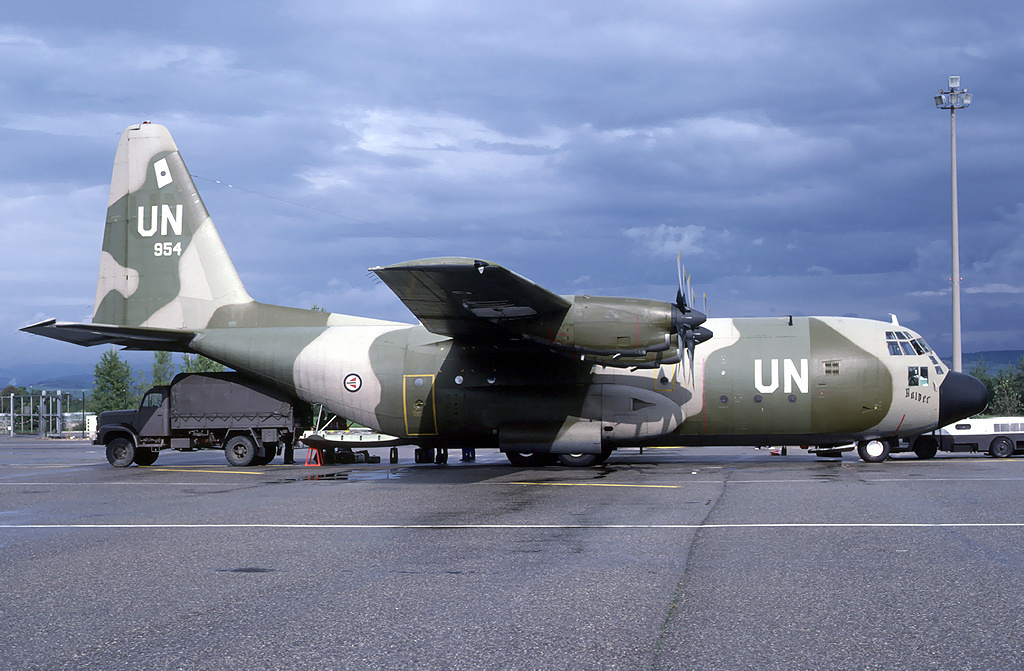
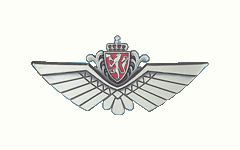
Знак пілота ВПС Норвегії